# 伊布火山
伊布火山是印度尼西亞的火山，位於哈馬黑拉島的西北岸，火山口呈巢狀，外火山口闊1.2公里，內火山口闊1公里、深400米，山頂東北方和西南方分別有大型和小型寄生火山錐，而西面和北面山坡均有低平火山口群。